# Jeff Saturday
Jeffrey Bryant Saturday  (Atlanta, Geórgia, 18 de junho de 1975) é um ex-jogador e analista de futebol americano que jogava na posição de center na National Football League. Teve um período difícil no começo da carreira sendo dispensado de vários times sendo rotulado como muito pequeno e lento para jogar numa linha ofensiva mas conseguiu assinar com o Indianapolis Colts para se tornar um dos grandes centers da liga. Ele também é um membro do Comitê Executivo da National Football League Players Association (Associação de jogadores da NFL).
Além de jogador, foi treinador interino dos Colts na segunda metade de 2022.

## Carreira como jogador

### Indo para a NFL
Saturday estudou na Shamrock High School no estado norte-americano da Geórgia. Na faculdade, jogou pela University of North Carolina at Chapel Hill onde começou 37 jogos como titular e ganhou vários premios por seu desempenho. No Draft da NFL de 1998 ele acabou não sendo selecionado por nenhum time, porém pouco tempo depois assinou um contrato undrafted com o Baltimore Ravens mas três meses depois ele foi dispensado. Finalmente em janeiro de 1999, Saturday assinou com os Colts de Indianápolis, onde permaneceu por doze anos.

### Indianapolis Colts

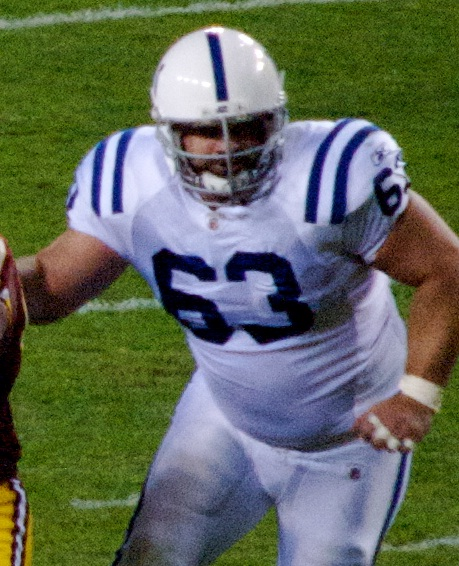
Jeff Saturday jogando pelos Colts, em 2010.

Jeff começou como reserva do guard Steve McKinney, mas logo ganhou a condição de titular como left guard em 21 de novembro de 1999 contra o Philadelphia Eagles. Em 2000 ele tornou-se o center titular do time de Indiana, começando 85 jogos consecutivos antes de se machucar em 2004. Nas temporadas de 2004, 2005 e 2006 foi o jogador de linha ofensiva que cedeu menos sacks em cima de um quarterback, o que lhe rendeu a fama de ser um dos melhores centers da liga.
Chegando em seu oitavo ano na liga com os Colts, Saturday chegou a jogar 121 partidas e foi titular em 112 delas. Ele também jogou em 13 jogos de playoff, sendo 12 como titular.
Apesar de Indianapolis fazer excelentes temporadas regulares, o time não conseguia vencer na pós-temporada. Os comandados de Tony Dungy não conseguiam vencer os grandes jogos e amargaram várias derrotas nos playoffs. Na temporada de 2006, os Colts venceram 12 partidas e perderam 4, mas depois de tantos desapontamentos, nenhum analista botava o time de Indianápolis como favorito para ir ao Super Bowl. Mas eles superaram as dificuldade e chegaram AFC Championship game contra o rival New England Patriots de Tom Brady. Durante o jogo, Saturday recuperou um fumble na end zone marcando um touchdown. Ja no final da partida, ele abriu caminho no meio da pesada linha defensiva dos Patriots para que o novato Joseph Addai marcasse o TD da vitória. Duas semanas depois, Saturday também ajudaria os Colts na vitória sobre o Chicago Bears no Super Bowl XLI.
Em 2009, Saturday renovou seu contrato com os Colts após manifestar seu interesse em se aposentar no time de Indianápolis. O acordo foi de US$13,3 milhões por um período de 3 anos.

### Green Bay Packers

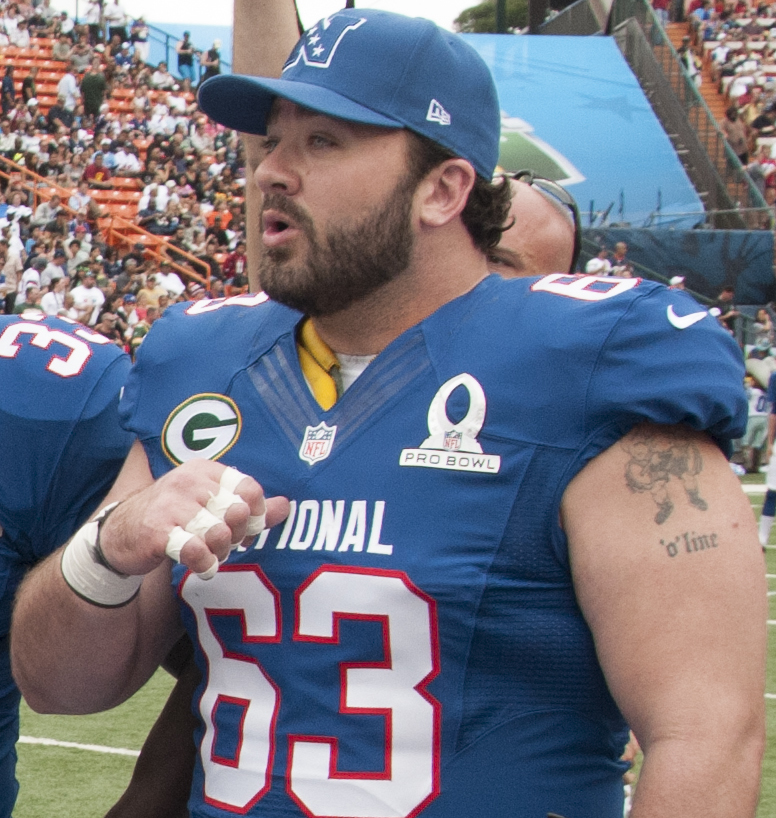
Saturday em 2013.

Em 2012, Saturday resolveu não se aponsentar e assinou um novo contrato com o Green Bay Packers por dois anos. Contudo, o jogador jogou por apenas uma temporada pelos Packers.

### Aposentadoria
Após o Pro Bowl de 2013, Jeff Saturday decidiu se aposentar, após 14 temporadas na liga.
Ele foi autorizado pelo comissário da NFL, Roger Goodell, a dar um snap no Pro Bowl de 2013 para Peyton Manning, com quem jogou 12 anos pelo Indianapolis Colts. Ambos os jogadores estavam em times opostos. Jeff representava a NFC, enquanto Peyton representava a AFC. Saturday então assinou contrato de um dia com os Colts para se aposentar oficialmente com o time em 7 de março de 2013.

## Treinador
Em 7 de novembro de 2022, o Indianapolis Colts nomeou Saturday como o treinador interino dos Colts após demitir Frank Reich do cargo após um começo de temporada ruim. Essa mudança gerou surpresa generalizada, dada a falta de experiência anterior de treinamento de Saturday, além do nível do ensino médio, e a presença de vários ex-técnicos disponíveis. O dono do time, Jim Irsay, defendeu sua decisão e disse que Saturday poderia permanecer como treinador principal para além de 2022. O gerente-geral Chris Ballard disse que os Colts tentaram contratar Saturday em 2019 como treinador de linha ofensiva e também para uma posição anterior à temporada de 2022.
Jeff Saturday, inexperiente na posição de treinador, acabou fracassando na sua curta estadia com os Colts, perdendo sete dos oito jogos que atuou como treinador interino.

## Vida pessoal
Saturday e sua esposa Karen tem três filhos: Jeffrey Douglas, Savannah Faith e Joshua Bryant.